# Środki ślinopędne
Środki ślinopędne – substancje zarówno syntetyczne jak i naturalne stymulujące wydzielanie śliny (w przeciwieństwie do środków hamujących wydzielanie śliny). Są to m.in. substancje zawarte w tytoniu, korzeniu żeń-szenia, chrzanie, wawrzynku wilczełyko).